# Yakuza 6: The Song of Life
A Yakuza 6: The Song of Life vagy ahogy Japánban ismert Rjú ga gotoku 6: Inocsi no uta (龍が如く6 命の詩。; Hepburn: Ryū ga Gotoku 6: Inochi no Uta, ’Mint a sárkány 6: Az élet verse’) 2016-ban megjelent open world akció-kaland videójáték, melyet a Sega fejlesztett és jelentett meg, kizárólag PlayStation 4 konzolra. A játék a Yakuza akció-kalandjáték sorozat hetedik főtagja.

## Játékmenet
Yakuza 6 játékmenete a korábbi Yakuza-játékokéhoz hasonló, melyekben a felfedezést árkádstílusú, túlzásokba eső harcokkal ékkelnek közbe.

## Cselekmény
Kirjú Kazuma egykori jakuzavezér, Szavamura Haruka elrablása után visszatér a bűnözői alvilágba. Szavamura vissza szeretettt volna lépni az idolok életétől, hogy visszatérhessen a Hajnalka Árvaházba (アサガオ). Kirjúnak amikor a Tódzsó-klán egyik, a ranglistán egyre feljebb lépő patriarchája lángra lobbantja a „Kis-Ázsia” negyedet és kórházba juttatja Szavamurát ismét fel kell venni a harcot, hogy megvédje az általa ismert Tódzsó-klánt, mivel a riválisai véres módon akarják megújítani azt.

## Fejlesztés
A Yakuza 6-ot 2015. szeptember 15-én a Sony Tokyo Game Show játékkonferencián tartott sajtótájékoztatója alatt jelentették be, PlayStation 4-exkluzív címként „2016 őszi” megjelenési dátummal. Nagosi Tosihiro Sega-producer azt is elárulta, hogy az eseményen további részleteket fognak felfedni. Az ázsiai régiók számára egy hagyományos kínai nyelvű lokalizációt is bejelentettek. Beat Takesi japán színész egy szereplőt alakít a játékban. 2016. január 28-án a Yakuza Kiwami PlayStation 4-verziójának előrendelői számára a PlayStation Networkön keresztül elérhetővé vált a Yakuza 6 demója.